# Königliche Esther
Die Königliche Esther ist eine neue in Ungarn gezüchtete Rotweinsorte und wird hauptsächlich als Tafeltraube verwendet.
Diese Rebsorte ist eine Kreuzung von Sandor Szegedi vom zwischen 'Eger 2' × 'Magaracsi Esemege'. Durch die frühere Reife eignet sich diese pilzresistente Sorte auch für den Anbau in etwas raueren Klimazonen (Norddeutschland, höhere Lagen, Verschattung usw.), dort sollte jedoch ein Windschutz gegeben sein.
Die Königliche Esther hat große dunkelblaue, knackige Beeren mit einem milden, fruchtig süßen Geschmack, sie wird als besonders kernarm bezeichnet und besitzt eine dünne Fruchtschale.
Diese Sorte eignet sich besonders für den Frischverzehr und zur Saftgewinnung, für die Weinerzeugung ist sie weniger geeignet.
Besonderheit: Königliche Esther ist eine geschützte Rebsorte und darf zu Erwerbszwecken nur von anerkannten Erhaltungszüchtern vermehrt werden.
Synonyme: 'Esther', 'Eszter', 'R.65'
Abstammung: 'Eger 2' × 'Magaracsi Esemege'. 'Eger 2' ist ein offen abgeblûhter Sämling der Sorte 'Villard Blanc'.